# Tylopilus plumbeoviolaceus
Tylopilus plumbeoviolaceus (antes Boletus plumbeoviolaceus), es un hongo de la familia de los boletus. Descrito por primera vez en 1936, el hongo tiene una distribución disjunta, y se distribuye en Norteamérica y Corea. Los cuerpos fructíferos del hongo son de color violeta cuando son jóvenes, pero se desvanecen en un color marrón chocolate cuando maduran. Son macizos y relativamente grandes -tienen un diámetro de hasta 15 cm (6 pulgadas)-, con una superficie de poros blancos que más tarde se vuelven rosados, y un micelio blanco en la base del tallo. El hongo no es comestible. Se han identificado varios productos naturales a partir de los cuerpos fructíferos, incluidos derivados químicos únicos del ergosterol, un esterol fúngico.

## Taxonomía
La especie fue nombrada por primera vez en 1936 como Boletus felleus forma plumbeoviolaceus por el micólogo estadounidense Walter H. Snell y una de sus estudiantes de posgrado, Esther A. Dick, basándose en especímenes encontrados en el bosque de Black Rock, cerca de Cornwall, Nueva York. En cuanto a su decisión de utilizar el rango taxonómico forma, Snell escribió:
El autor duda en multiplicar el número de formas y variedades con nombres distintivos, debido a la facilidad con la que se desarrolla el hábito de interpretar ligeras variaciones como unidades taxonómicas definidas... la palabra «forma» se utiliza en lugar de «variedad» para no comprometerse con el estatus real de la variable segregada en consideración, hasta que se disponga de más información.
Las primeras recolecciones que se hicieron de este hongo fueron de especímenes jóvenes e inmaduros, de los que los autores no pudieron obtener esporas para examinarlas. No fue hasta unos años después cuando encontraron cuerpos fructíferos maduros, que revelaron que el color rosado de la superficie de los poros tardaba algún tiempo en desarrollarse. Llegaron a la conclusión de que ésta y otras diferencias en las características físicas, así como las diferencias en el tamaño de las esporas, eran suficientes para justificar que se tratara de una especie distinta de B. felleus, por lo que en 1941 elevaron el taxón a la categoría de especie con el nombre de Boletus plumbeoviolaceus. El conocido taxónomo de Agaricales Rolf Singer transfirió posteriormente el taxón a Tylopilus en 1947, un género caracterizado por una impresión de las esporas que es de color rosa, o rojo vino (vináceo), en lugar de marrón como en Boletus.
El nombre específico «plumbeoviolaceus» se acuñó a partir de los adjetivos latinos plumbeus («plomizo» o «de color de plomo») y violaceus («púrpura»). El hongo se conoce comúnmente como «bolete gris violáceo».

## Descripción
El sombrero del cuerpo fructífero tiene de 7 a 15 cm (2,8 a 5,9 pulgadas) de diámetro, inicialmente de forma convexa pero que se vuelve centralmente deprimido, con un margen ampliamente arqueado y redondeado. Los ejemplares jóvenes son bastante duros y firmes, y el sombrero tiene una superficie finamente aterciopelada que pronto desaparece para volverse lisa El color del cuerpo del fruto es violeta cuando es joven, pero se atenúa a medida que envejece, volviéndose gris violáceo-violáceo apagado, y finalmente marrón chocolate en la madurez. La pulpa es sólida, blanca y no cambia de color al cortarla o magullarla. El sabor es amargo y el olor no es característico. El micólogo David Arora califica esta seta de «hermosa, pero de sabor amargo».
Los tubos de la parte inferior del sombrero tienen de 0,4 a 1,8 cm de profundidad, 2 o 3 por milímetro, deprimidos en el tallo (lo que da lugar a una inserción adnata). El color de la superficie de los poros es inicialmente blanco, y permanece así durante un tiempo antes de adquirir un color rosado en la madurez. El tallo mide de 8 a 13 cm de largo y de 2,5 a 4 cm de grosor, se ensancha en la base y a veces es bulboso. La superficie es ligeramente reticulada en la parte superior y lisa en la inferior del tallo. Su color va del beige al marrón claro, a menudo con hematomas o manchas de color marrón más oscuro, y presenta un micelio blanquecino en la base. La carne del tallo es blanca y no cambia de color al cortarla o magullarla.

### Características microscópicas
Recogidas en depósito, al igual que con una huella de esporas, las esporas de T. plumbeoviolaceus parecen tener un color entre rosa claro y carne. Vistas al microscopio óptico, son elípticas, con paredes lisas y dimensiones de 9,1-12,3 por 3,4-4,5 μm. Los basidios (estructuras celulares que producen las esporas) tienen forma de garrote y miden unos 26 por 6,5 μm. La cutícula del sombrero (la pileipellis) está formada por una maraña de hifas marrones, estrechas y de paredes lisas. Cuando se tiñen con hidróxido potásico, los contenidos hifales tienden a formar perlas, mientras que la tinción con el reactivo de Melzer hace que el pigmento forme glóbulos. Los cistidios son comunes en el tejido himenial; están hinchados en la base y estrechos en el ápice (lageniformes), miden 30-40 μm de largo por 7-9 μm de grosor. Las conexiones en pinza están ausentes en las hifas.

### Comestibilidad
T. plumbeoviolaceous se considera no comestible y tiene un sabor fuertemente amargo. La presencia de un bolete amargo puede echar a perder una comida, ya que el sabor amargo no desaparece con la cocción.

### Especies similares

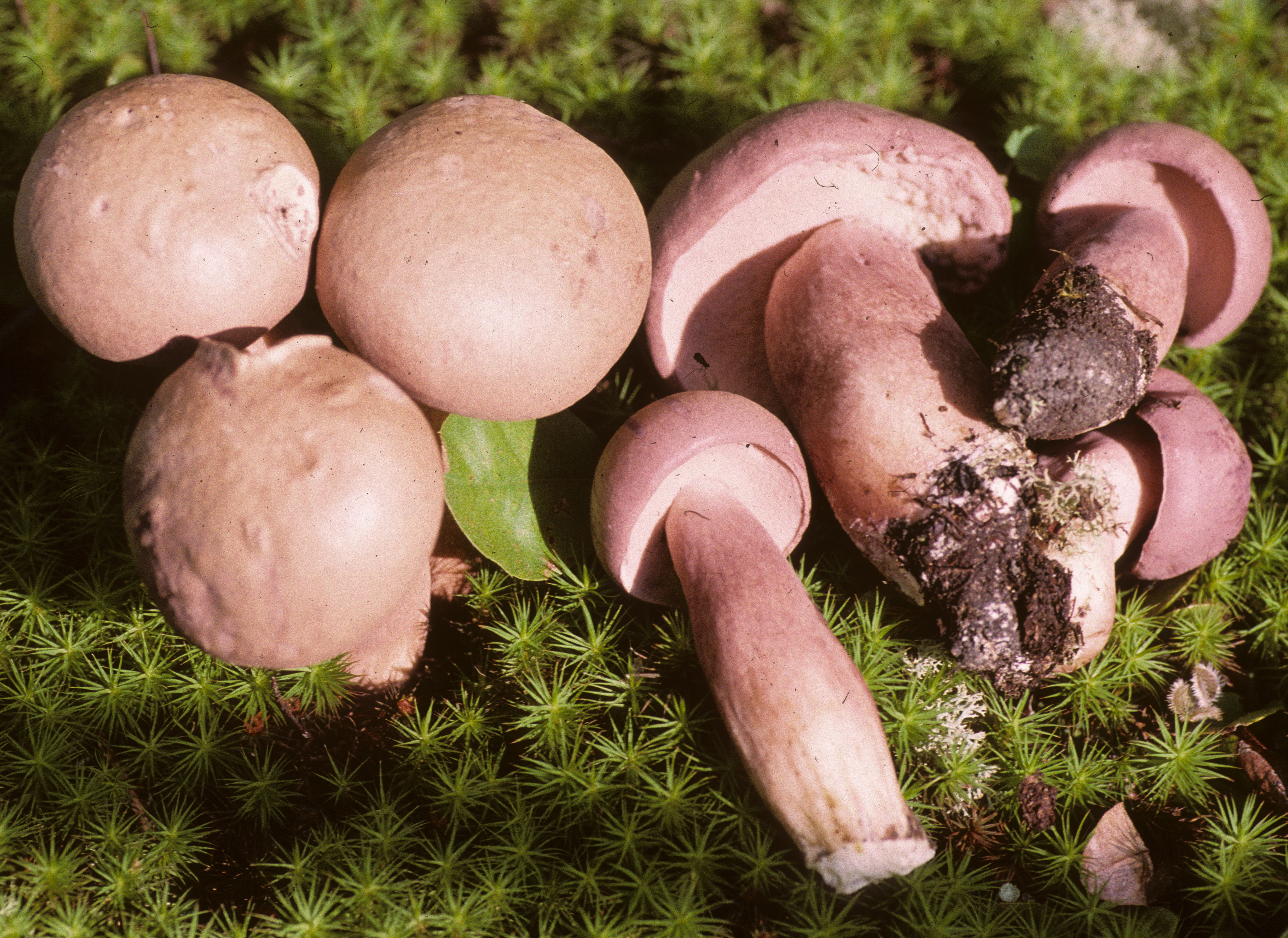
La especie parecida T. violatinctus es más pálida.

Hay pocas especies que puedan confundirse con T. plumbeoviolaceus; según una fuente, «es uno de los boletes más notables y fáciles de identificar de EE.UU.» Tylopilus violatinctus, que se encuentra tanto bajo frondosas como bajo coníferas y se conoce desde Nueva York hasta Misisipi, tiene un aspecto similar. Se puede distinguir por un sombrero más pálido de color lila que, en los especímenes más viejos, se decolora de color púrpura oxidado a lo largo del borde del sombrero. Sus esporas miden 7-10 por 3-4 μm. Como Tylopilus violatinctus no se describió hasta 1998, algunas publicaciones antiguas pueden confundir las dos especies.
Los ejemplares jóvenes de Tylopilus rubrobrunneus tienen un sombrero violáceo, pero a diferencia de T. plumbeoviolaceous, sus tallos nunca son violáceos. La especie Tylopilus microsporus, conocida únicamente en China, se caracteriza por un sombrero de color violeta pálido a violáceo, un tallo de color púrpura más pálido a marrón violáceo y poros de color carne a rojo violáceo pálido. Además de su diferente distribución, se distingue de T. plumbeoviolaceus por sus esporas más pequeñas. Otra especie asiática similar, T. obscureviolaceus, sólo se conoce en las islas Yaeyama, en el suroeste de Japón. Se diferencia de T. plumbeoviolaceus por tener un sombrero que no pierde el color grisáceo o parduzco cuando madura, esporas más cortas (6-7,2 por 3,3-4 μm) y otras características microscópicas.

## Hábitat y distribución
Tylopilus plumbeoviolaceous es una especie micorrícica, y la mayor parte del hongo vive bajo tierra, asociándose en una relación mutualista con las raíces de varias especies de árboles. Los cuerpos fructíferos crecen aislados, dispersos o agrupados desde mediados del verano hasta el otoño en bosques caducifolios, a menudo bajo hayas o robles; sin embargo, a veces se encuentra en bosques mixtos de frondosas y coníferas bajo la cicuta. Se ha observado una preferencia por los suelos arenosos. En Norteamérica, el hongo puede encontrarse en el oeste de junio a septiembre y al este de las Montañas Rocosas, desde Canadá hasta México. La especie también se ha recolectado en Corea del Norte.

## Ecología
Los cuerpos fructíferos pueden servir de alimento a las moscas Drosophila que se alimentan de hongos.

## Compuestos bioactivos
De los cuerpos fructíferos de T. plumbeoviolaceus se han aislado dos derivados del ergosterol: el tilopiol A (3β-hidroxi-8α,9α-oxido-8,9-secoergosta-7,9(11),22-trieno) y el tilopiol B (3β-hidroxi-8α,9α-oxido-8,9-secoergosta-7,22dien-12-ona). Estos esteroles son exclusivos de esta especie. Además, se han identificado en los hongos los compuestos ergosta-7,22-dien-3β-ol, uridina, alitol, ergosterol, ergosterol 5α,8α-perósido, ergotioneina, adenosina y uracilo.